# Gare de Porto-São Bento
La gare de Porto-São Bento (en portugais : Estação de Porto São Bento) est une gare ferroviaire portugaise, située au centre-ville de Porto.
Mise en service en 1896, son bâtiment voyageurs est inauguré en 1916.

## Situation ferroviaire
La gare de Porto-São Bento est une gare terminus destinée au trafic régional, desservant les villes d'Aveiro, de Braga et de Coimbra. Elle est également une plateforme d'échange et permet de relier par le train ou le métro la gare de Porto-Campanhã, dans laquelle on peut emprunter un train de grande ligne. Grâce au métro, on peut également se rendre depuis Porto-São Bento en moins de quarante minutes à l'aéroport.

## Histoire
La gare de São Bento, dans le centre-ville de Porto, est mise en service le 8 novembre 1896 lors de l'ouverture à l'exploitation du tronçon depuis la gare de Porto-Campanhã. Son nom reprend celui de l'ancien couvent de « São Bento de Avé Maria » détruit pour permettre la construction de la gare. Lors de la conception de l'édifice, l'architecte oublia de créer des guichets de vente, qui durent être placés ultérieurement hors du hall.
Le bâtiment voyageurs, d'inspiration française, dû à l'architecte José Marques da Silva (pt), est inauguré le 5 octobre 1916. Le hall est orné de plus de 20 000 azulejos réalisés par Jorge Colaço. Ces derniers illustrent des scènes majeures de l'histoire portugaise du XIIIe au XVe siècle : 
- La prise de Ceuta par Henri le Navigateur en 1415 ;
- Egas Moniz (pt)[4] se présentant au roi de Léon avec sa femme et sa fille ;
- Le roi João entrant dans Porto pour célébrer son mariage avec Philippa de Lancastre (1387) ;
- La bataille d'Arcos de Valdevez.

Des scènes de la vie rurale sont également illustrées : la cueillette des olives, un bœuf tirant un chariot dans un cours d'eau, la fenaison, un moulin à eau, une procession religieuse ou encore une scène de liesse. Dans la partie haute des murs, une frise colorée figure l'arrivée du train en campagne.

## Patrimoine ferroviaire
Les murs du hall de la gare sont couverts d'azulejos, célèbres faïences portugaises. Celles-ci représentent de nombreuses scènes folkloriques du nord du Portugal, ainsi que des scènes historiques.

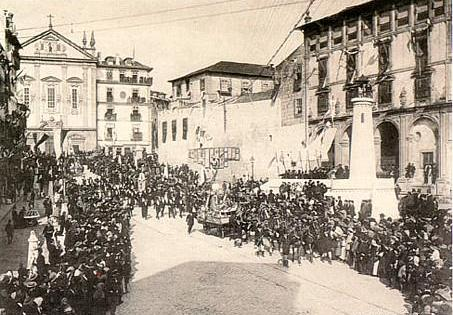
Procession devant le couvent de São Bento de Avé Maria, en 1894, avant la construction de la gare actuelle.
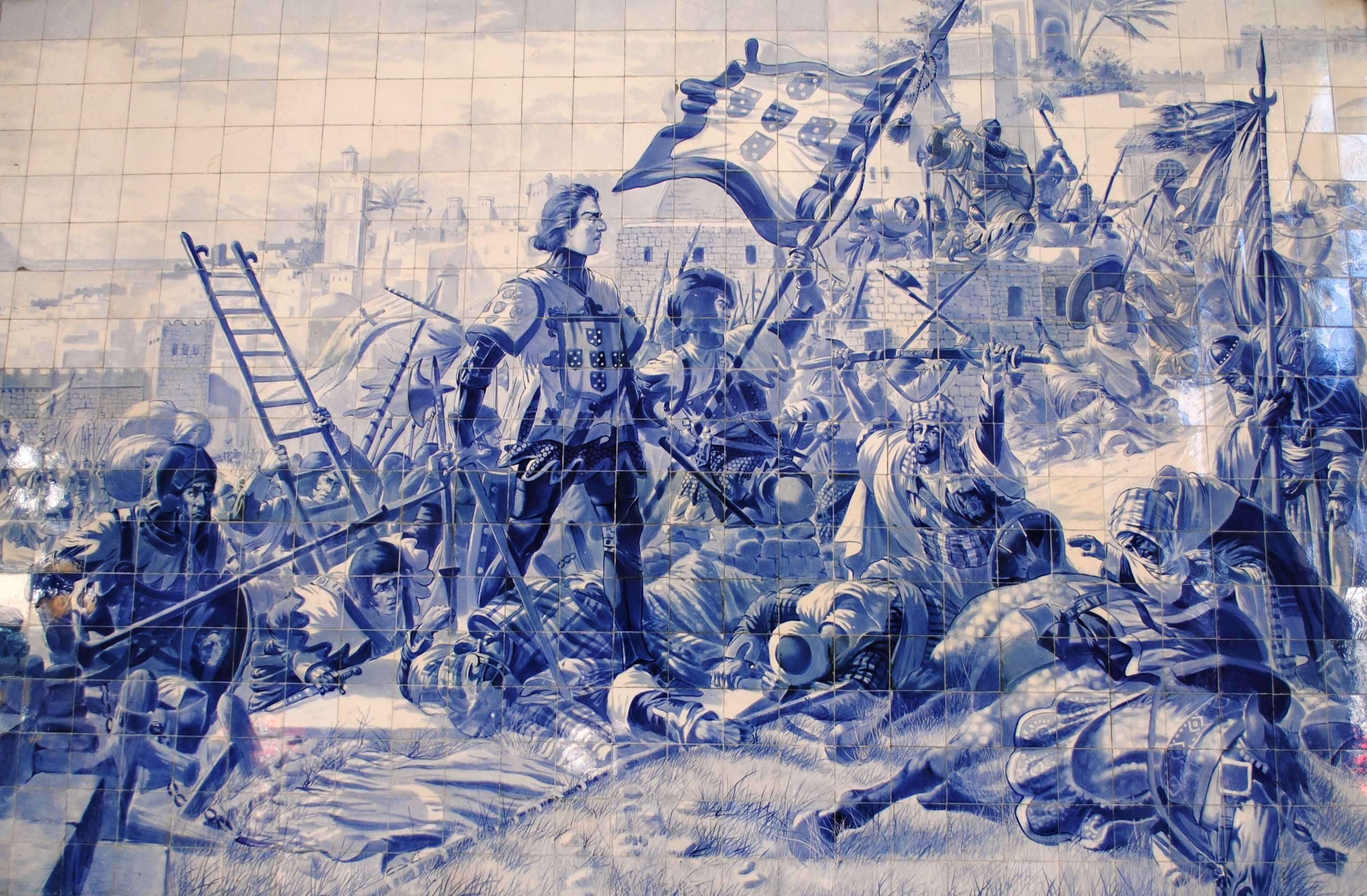
Azulejos de la gare de São Bento : Henri le Navigateur à la conquête de Ceuta.
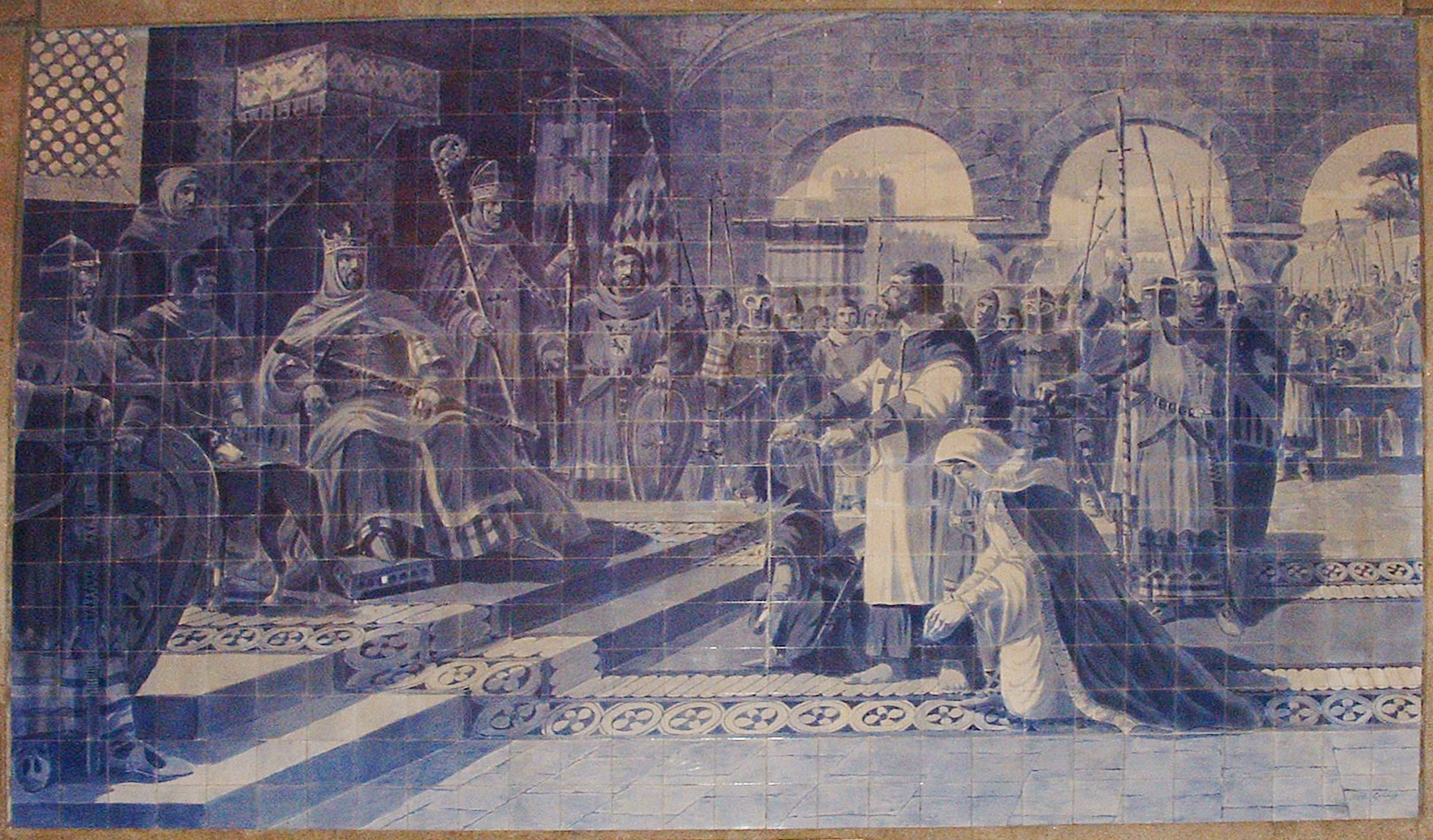
Azulejos de la gare de São Bento : Egas Moniz IV de Riba Douro se présente au roi de León avec sa famille.
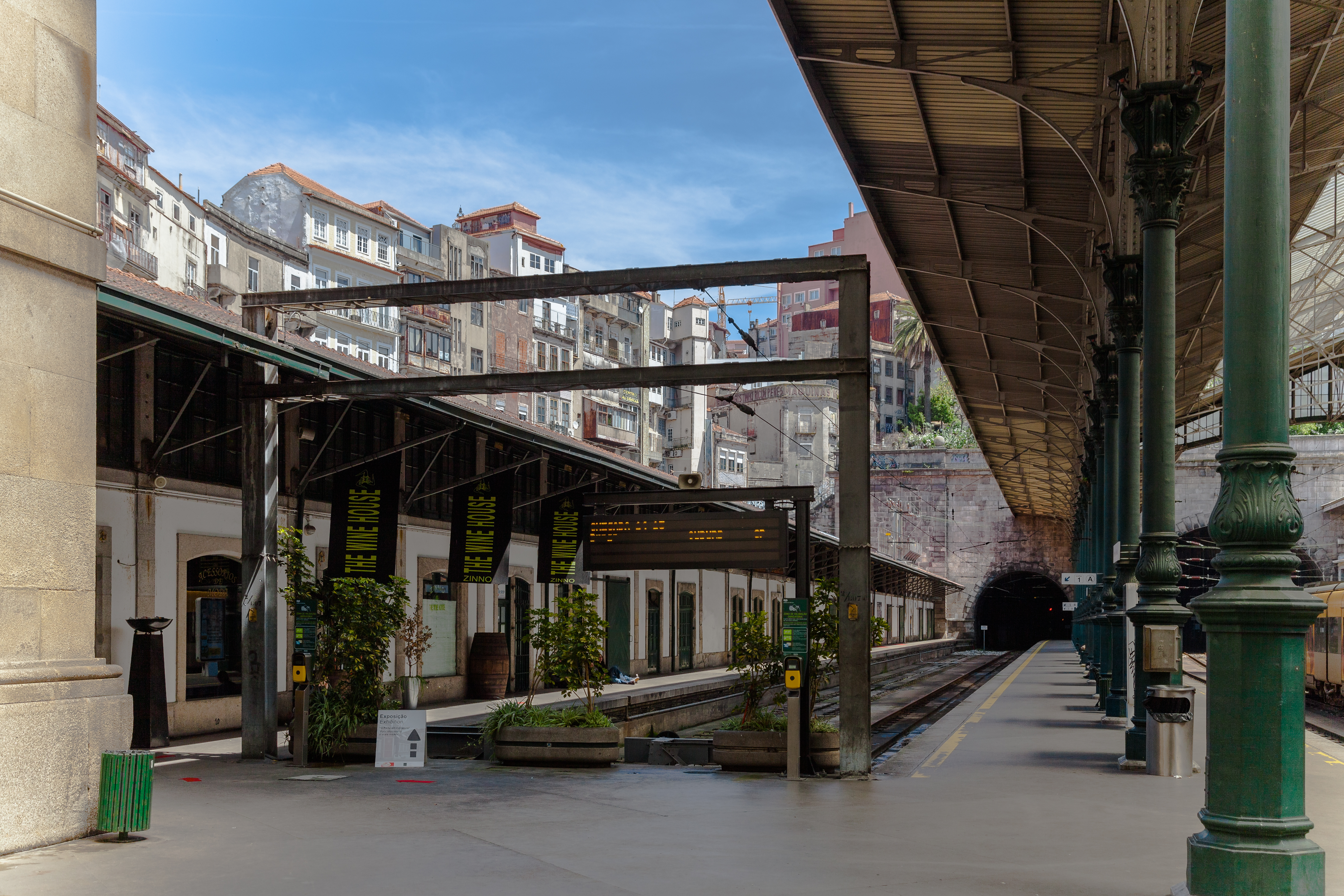
Vue des quais de la gare.
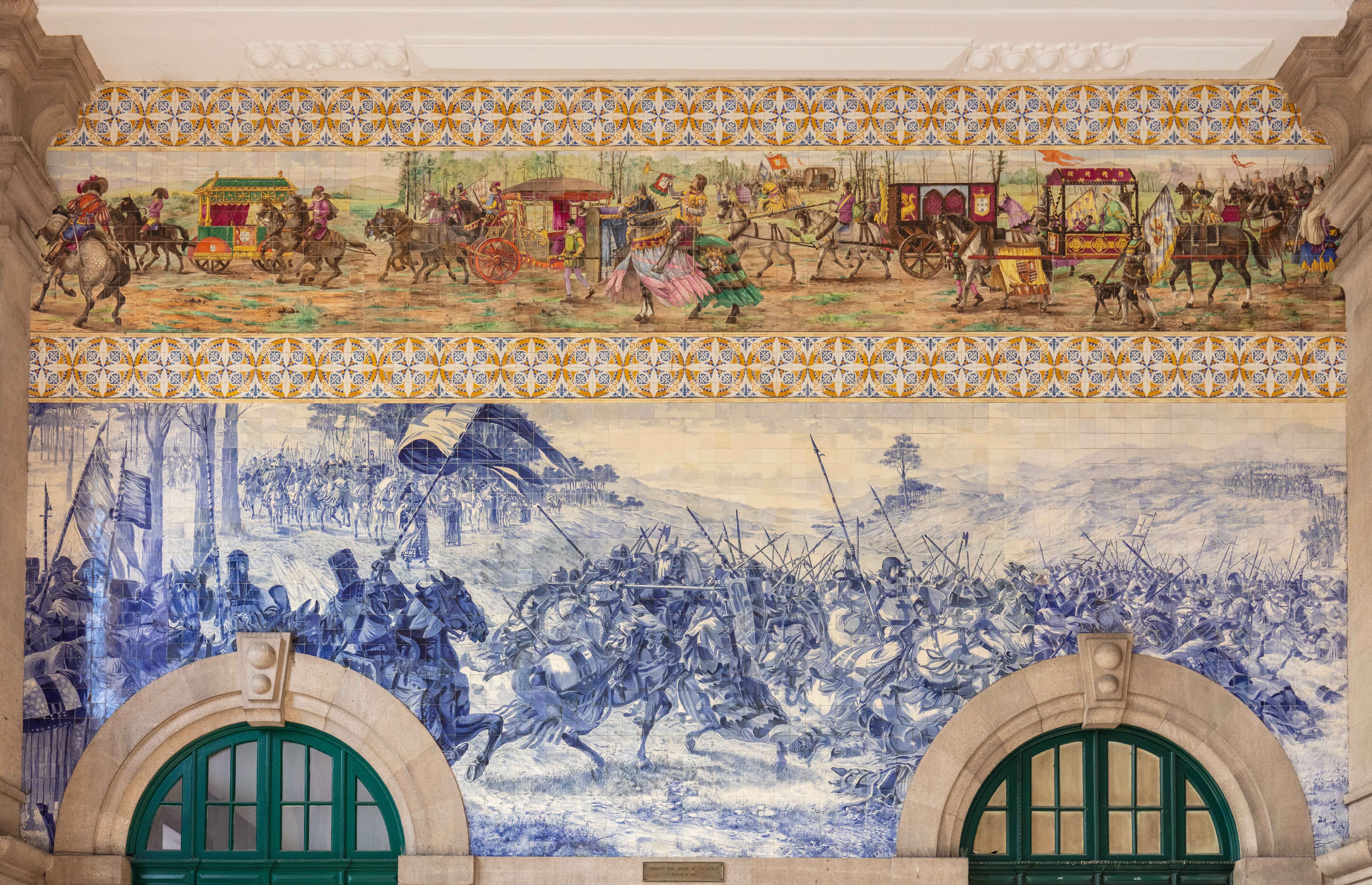
Azulejos figurant la bataille d'Arcos de Valdevez.